# الحكماء السبعة من بستان الخيزران
كان الحكماء السبعة من بستان الخيزران (بالانجليزية Seven Sages of the Bamboo Grove) مجموعة من العلماء الصينيين والكتاب والموسيقيين من القرن الثالث الميلادي. على الرغم من وجود مختلف الأفراد، إلا أن الترابط ليس مؤكدًا تمامًا. تم ربط العديد من السبعة بمدرسة تشينغتان للداوية لأنها كانت موجودة في ولاية تساو وي. وجد الحكماء السبعة حياتهم في خطر عندما تولت سلالة جين «الكونفوشيوسية» التابعة لعشيرة سيما السلطة. من بين أشياء أخرى، كتب بعض القصائد السبع قصائد تنتقد المحكمة والإدارة، وكتبت الأدب المتأثر بالدويوي. ليس كل الحكماء السبعة لهم وجهات نظر مماثلة. حاول بعض السبعة التفاوض في المواقف السياسية الصعبة من خلال تبني وعي ذاتي أدوار المحتالين الذين يتغذون بالكحول وتجنب الأطياف وتجنب سيطرة الحكومة (على سبيل المثال، ليو لينغ) ، ولكن انتهى الأمر بالانضمام إلى أسرة جين (على سبيل المثال وانغ رونغ). على الرغم من أنهم قد يشاركون أو لا يشاركون شخصياً في تشينغتان، فقد أصبحوا موضوعاته بأنفسهم في حساب جديد لحكايات العالم.( الصينية: 世說新語 ؛ بينين: Shìshuō Xīnyǔ ) 

## معرض صور

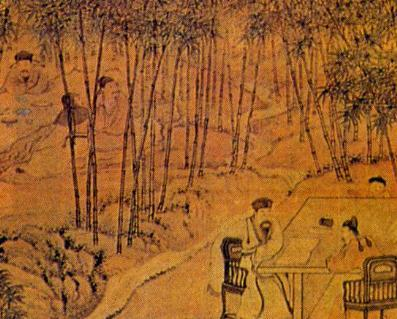
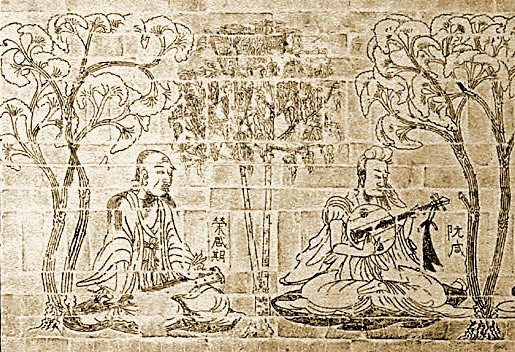
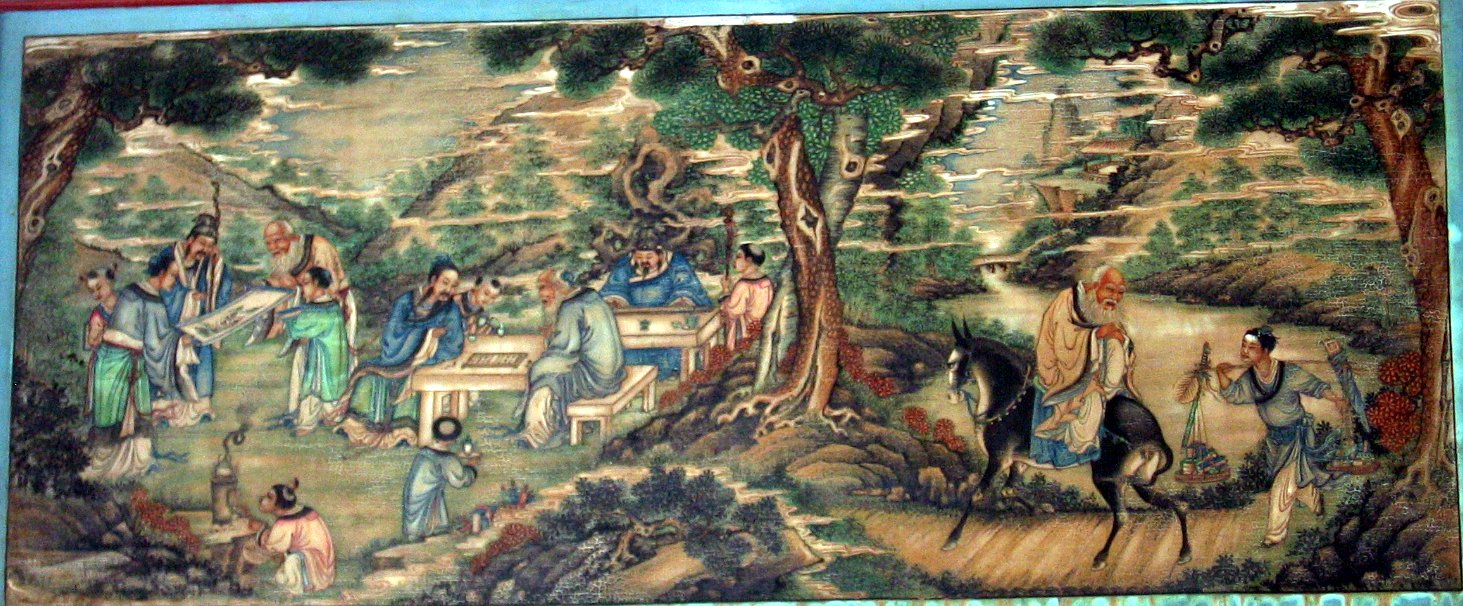
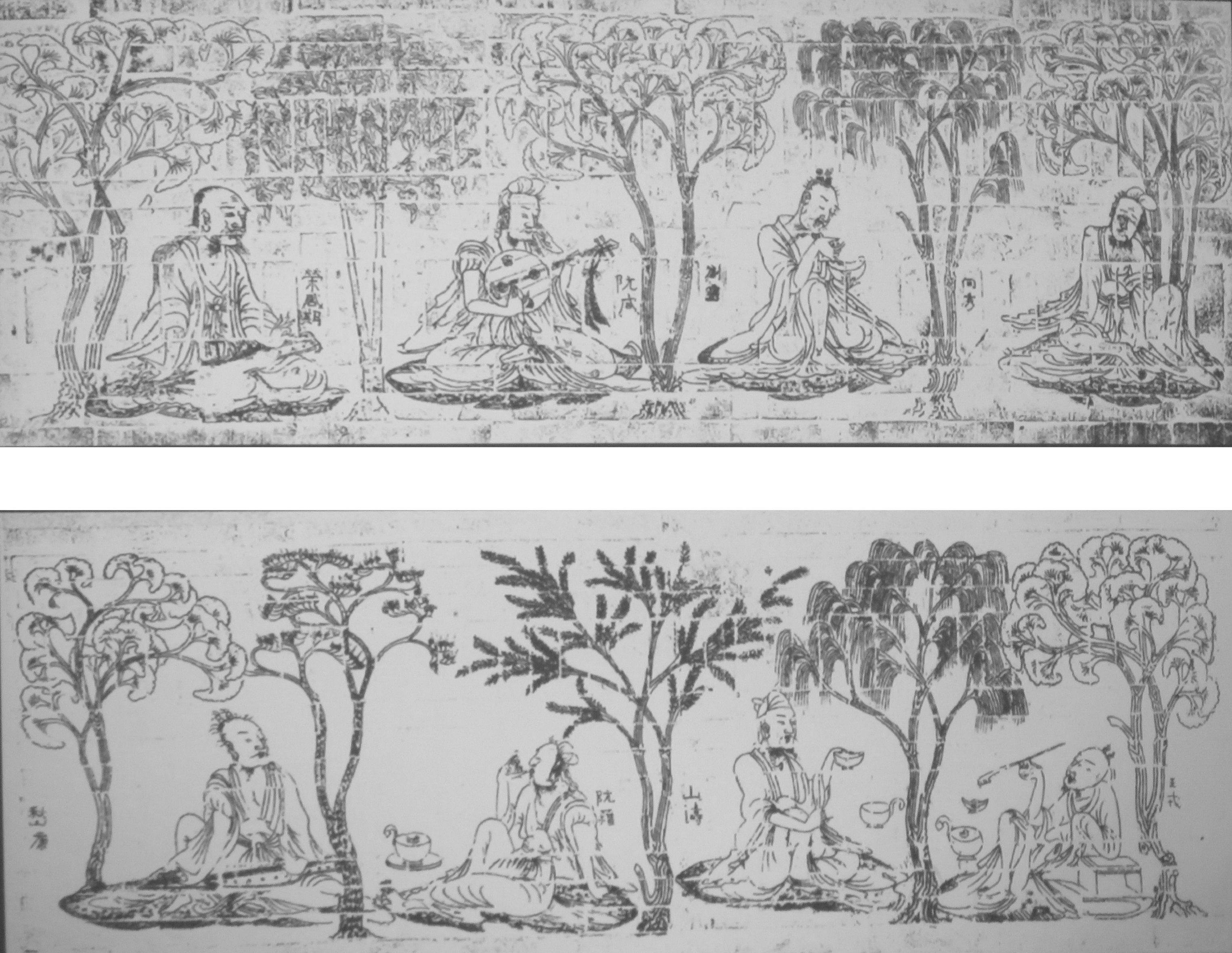
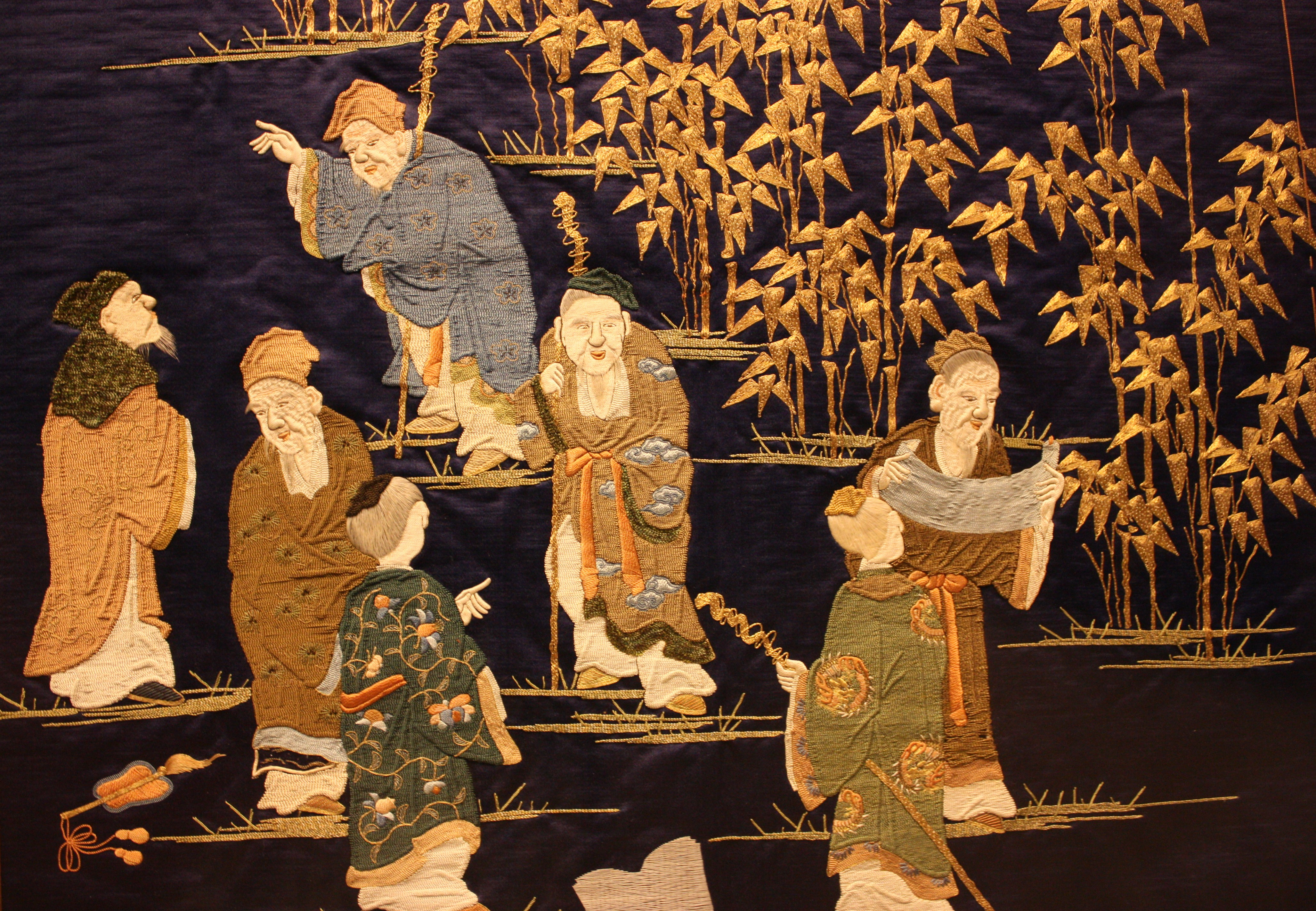
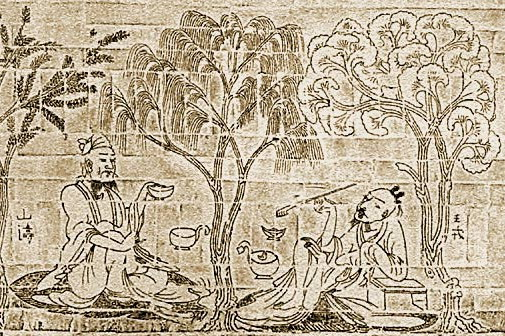